# Выборы в Законодательную думу Томской области (2016)
Выборы депутатов Законодательной думы Томской области шестого созыва состоялись в Томской области 18 сентября 2016 года в единый день голосования, одновременно с выборами в Государственную думу РФ. Выборы прошли по смешанной избирательной системе: из 42 депутатов 21 был избраны по партийным спискам (пропорциональная система), другой 21 — по одномандатным округам (мажоритарная система). Для попадания в законодательную думу по пропорциональной системе партиям необходимо преодолеть 5%-й барьер. Срок полномочий депутатов — пять лет.
На 1 июля 2016 года в области было зарегистрировано 769 289 избирателей. Явка составила 33,6 %.

## Ключевые даты
- 24 мая Избирательная комиссия Томской области утвердила календарный план мероприятий по подготовке и проведению выборов.[2]
- 16 июня Законодательная дума Томской области назначила выборы на 18 сентября 2016 года (единый день голосования).[3]
  - 17 июня постановление о назначении выборов было опубликовано в СМИ.[2]
- с 29 июня по 3 августа — период выдвижения и регистрации областных списков.[2]
- с 4 июля по 8 августа — период выдвижения и регистрации кандидатов по одномандатным округам.[2]
  - агитационный период начинается со дня выдвижения и заканчивается и прекращается за одни сутки до дня голосования.[2]
- с 20 августа по 16 сентября — период агитации в СМИ.[2]
- 17 сентября — день тишины.[2]
- 18 сентября — день голосования.

## Участники
5 политических партий получили право быть зарегистрированными без сбора подписей избирателей:
- Единая Россия
- Коммунистическая партия Российской Федерации
- ЛДПР — Либерально-демократическая партия России
- Справедливая Россия
- Российская объединённая демократическая партия «Яблоко»

### Выборы по партийным спискам
По единому округу партии выдвигали списки кандидатов. Для регистрации выдвигаемого списка партиям требовалось собрать от 3837 до 4220 подписей (0,5 % подписей от числа избирателей).
| 1 | Коммунистическая партия Российской Федерации            | Алексей Фёдоров • Наталья Барышникова • Лев Пичурин | 19 | 55  | зарегистрирован                                                    |
| 2 | Российская экологическая партия «Зелёные»               | Сергей Жабин • Виктор Кинев • Пётр Черногривов      | 11 | 31  | зарегистрирован                                                    |
| 3 | Единая Россия                                           | Сергей Жвачкин • Оксана Козловская • Пётр Чубик     | 21 | 106 | зарегистрирован                                                    |
| 4 | ЛДПР — Либерально-демократическая партия России         | Владимир Жириновский • Сергей Брянский              | 21 | 56  | зарегистрирован                                                    |
| 5 | Партия Роста                                            | Борис Титов                                         | 11 | 29  | зарегистрирован                                                    |
| 6 | Патриоты России                                         | Евгений Кротов • Михаил Ларин                       | 12 | 26  | зарегистрирован                                                    |
| 7 | Российская объединённая демократическая партия «Яблоко» | Василий Ерёмин • Владимир Долгих • Игорь Одинцов    | 18 | 39  | зарегистрирован                                                    |
| 8 | Справедливая Россия                                     | Галина Немцева                                      | 20 | 46  | зарегистрирован                                                    |
| — | Коммунисты России                                       | Василий Шипилов • Николай Савич • Иван Кучеров      | 14 | 31  | отказано в регистрации (не представлены документы для регистрации) |
| *Региональная группа соответствует одному одномандатному округу и должна включать от 2 до 5 кандидатов. Региональных групп должно быть от 11 до 21. |                                                         |                                                     |    |     |                                                                    |
| **Без учёта выбывших кандидатов. |                                                         |                                                     |    |     |                                                                    |

### Выборы по округам
По 21 одномандатному округу кандидаты выдвигались как партиями, так и путём самовыдвижения. Кандидатам требовалось собрать 3 % подписей от числа избирателей соответствующего одномандатного округа.
| Партия | Партия                                                  | Кандидатов | Кандидатов       |
| Партия | Партия                                                  | Выдвинуто  | Зарегистрировано |
| ------ | ------------------------------------------------------- | ---------- | ---------------- |
|        | Единая Россия                                           | 21         | 21               |
|        | Российская экологическая партия «Зелёные»               | 1          | 0                |
|        | Коммунистическая партия Российской Федерации            | 19         | 19               |
|        | ЛДПР — Либерально-демократическая партия России         | 20         | 20               |
|        | Партия Роста                                            | 1          | 1                |
|        | Справедливая Россия                                     | 19         | 19               |
|        | Российская объединённая демократическая партия «Яблоко» | 12         | 12               |
|        | Самовыдвижение                                          | 18         | 11               |
| Всего  | Всего                                                   | 111        | 103              |

## Результаты
| Место                      | Место                      | Партия                     | по областным спискам | по областным спискам | по областным спискам | по одно- мандатным округам | всего         | всего   |
| Место                      | Место                      | Партия                     | Голоса               | %                    | Получено мест        | Получено мест              | Получено мест | %       |
| -------------------------- | -------------------------- | -------------------------- | -------------------- | -------------------- | -------------------- | -------------------------- | ------------- | ------- |
|                            | 1.                         | «Единая Россия»            | 107 887              | 41,21 %              | 10                   | 21                         | 31            | 73,81 % |
|                            | 2.                         | ЛДПР                       | 55 493               | 21,20 %              | 5                    | 0                          | 5             | 11,90 % |
|                            | 3.                         | КПРФ                       | 44 279               | 16,91 %              | 4                    | 0                          | 4             | 9,52 %  |
|                            | 4.                         | «Справедливая Россия»      | 22 634               | 8,65 %               | 2                    | 0                          | 2             | 4,76 %  |
|                            |                            |                            |                      |                      |                      |                            |               |         |
|                            | 5.                         | «Яблоко»                   | 10 240               | 3,91 %               | 0                    | 0                          | 0             | 0 %     |
|                            | 6.                         | «Зелёные»                  | 5982                 | 2,29 %               | 0                    | —                          | 0             | 0 %     |
|                            | 7.                         | Партия Роста               | 5739                 | 2,19 %               | 0                    | 0                          | 0             | 0 %     |
|                            | 8.                         | «Патриоты России»          | 2170                 | 0,83 %               | 0                    | —                          | 0             | 0 %     |
|                            |                            | Самовыдвижение             | —                    | —                    | —                    | 0                          | 0             | 0 %     |
| Недействительные бюллетени | Недействительные бюллетени | Недействительные бюллетени | 7362                 | 2,81 %               |                      |                            |               |         |
| Всего                      | Всего                      | Всего                      | 261 786              | 100 %                | 21                   | 21                         | 42            | 100 %   |